# Strada statale 38 dir/B dello Stelvio

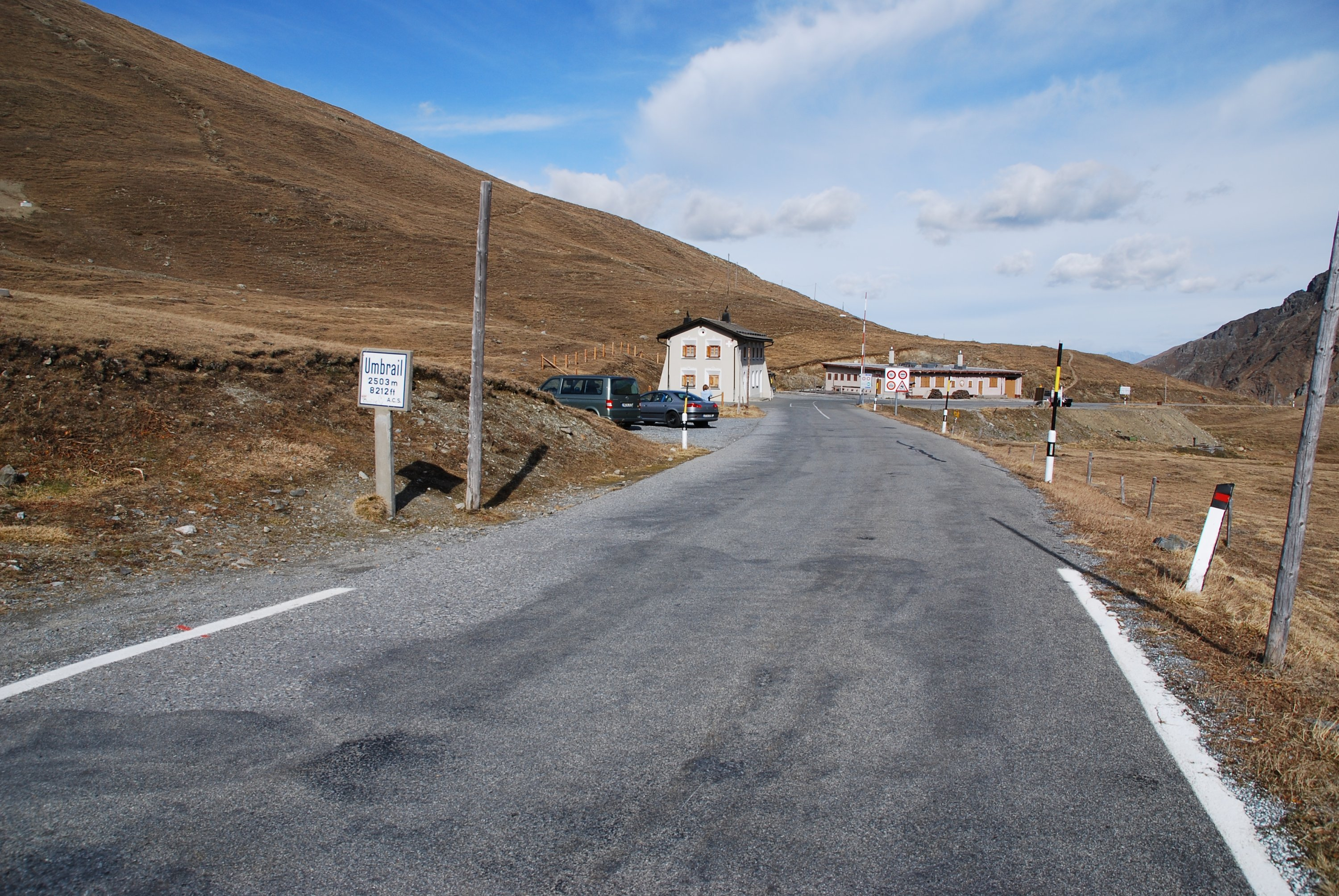
Il confine italo-svizzero al Giogo di Santa Maria

La strada statale 38 dir/B dello Stelvio (SS dir/B) è una strada statale italiana.

## Storia
La strada venne istituita nel 1928 come diramazione della SS 38 con il seguente percorso: "Diramazione dai pressi dello Stelvio al confine svizzero di Val Muranza."

## Percorso
La strada statale 38 dir/B ha origine dalla SS 38 sul versante lombardo del Passo dello Stelvio; si dirige quindi verso nord raggiungendo in breve il confine elvetico al Giogo di Santa Maria, oltre il quale prosegue come strada principale 559.
La strada ha una lunghezza di 0,200 chilometri ed è interamente gestita dal Compartimento di Milano.